# Thomas Monson
Thomas Spencer Monson (ur. 21 sierpnia 1927 w Salt Lake City, zm. 2 stycznia 2018 tamże) – amerykański duchowny mormoński. Szesnasty prezydent Kościoła Jezusa Chrystusa Świętych w Dniach Ostatnich.

## Życiorys
Monson, syn G. Spencera i Gladys Condie, uczęszczał do szkół publicznych w Salt Lake City (ukończył szkołę średnią West High School), a następnie u schyłku II wojny światowej odbył służbę wojskową w marynarce. Po demobilizacji ukończył studia z zarządzania na University of Utah (1948) i podjął pracę w branży wydawniczej. Był związany m.in. z jedną z najstarszych gazet w stanie Utah „Deseret News”, a następnie z wydawnictwem Deseret News Press, w którym doszedł do najwyższych stanowisk kierowniczych. Przez pewien czas był również wykładowcą z zakresu zarządzania na University of Utah, a na Brigham Young University uzyskał w 1952 stopień Master of Business Administration. W latach 1981–1982 uczestniczył w pracach grupy roboczej, zajmującej się problematyką inicjatyw gospodarczych w sektorze prywatnym, powołanej przez prezydenta Ronalda Reagana.
Od młodości Thomas Monson pełnił liczne funkcje w Kościele Jezusa Chrystusa Świętych w Dniach Ostatnich. W 1949, w wieku 22 lat, został wyświęcony na biskupa i jako jeden z najmłodszych w historii Kościoła biskupów zarządzał w Salt Lake City ponad tysięczną społecznością wiernych. W latach 1959–1962 kierował misją w Kanadzie (z siedzibą w Toronto). 4 października 1963 został włączony w skład Kworum Dwunastu Apostołów i wyświęcony na apostoła. Ze względu na swoje wykształcenie i doświadczenie zawodowe podejmował liczne zadania związane z publikacjami religijnymi. W pracy misyjnej działał m.in. na rzecz rozwoju Kościoła w Europie, w tym w Niemczech i krajach dawnego bloku wschodniego. Jest autorem kilkunastu książek o tematyce religijnej (część z nich ma charakter wyboru wystąpień publicznych).
W 1985 Monson został powołany przez nowego lidera Kościoła Ezrę Tafta Bensona na drugiego doradcę w Radzie Prezydenta Kościoła; stał się tym samym najmłodszym członkiem Rady Prezydenta Kościoła od 1901, kiedy przez krótki czas w jej skład wszedł Rudger Clawson. Monson pozostał drugim doradcą także za trwającej niespełna rok prezydentury Howarda Huntera (1994-1995). Po śmierci Huntera w 1995 kolejny prezydent Gordon Hinckley powołał Monsona na pierwszego doradcę. W tym samym czasie Monsonowi, jako najstarszemu po prezydencie Hinckleyu członkowi Kworum Dwunastu Apostołów, przypadł tytuł przewodniczącego tego grona; wobec jednak tradycyjnego wyłączenia członków Rady Prezydenta Kościoła z pracy w Kworum jako tymczasowy przewodniczący występował nadal Boyd Packer (za prezydentury Huntera Packer był tymczasowym przewodniczącym Kworum, gdyż w Radzie Prezydenta Kościoła pracował i Monson, i Hinckley).
Tradycja Kościoła Jezusa Chrystusa Świętych w Dniach Ostatnich sprawiła, że po śmierci Hinckleya, która miała miejsce 27 stycznia 2008 r. Thomas Monson został 4 lutego 2008 r. powołany na funkcję proroka i prezydenta Kościoła. Spośród grona apostołów Kościoła nowo powołany Prezydent dobrał Henry’ego B. Eyringa jako I Doradcę i Dietera F. Uchtdorfa, jako II Doradcę.
Monson otrzymał m.in. doktorat honoris causa Brigham Young University (1981). Posiadał również wysokie odznaczenia skautowskie, zarówno krajowe (Silver Buffalo Award, najwyższe wyróżnienie Boy Scouts of America, 1978), jak i międzynarodowe (Bronze Wolf, nadany przez Światową Organizację Ruchu Skautowego, 1993). Był wieloletnim członkiem rady krajowej Boy Scouts of America.
Od 1948 do 2013 był żonaty z Frances Beverly Johnson (zmarłą 17 Maja 2013), z którą miał troje dzieci.